# Ali Youssef
Ali Youssef (arab. ‏علي يوسف‎, ur. 5 sierpnia 2000) – tunezyjski piłkarz występujący na pozycji skrzydłowego w szwedzkim klubie BK Häcken oraz w reprezentacji Tunezji.

## Kariera klubowa

### BK Häcken
Youssef jest wychowankiem akademii BK Häcken. W czerwcu 2019 roku podpisał pierwszy profesjonalny kontrakt z klubem. Zadebiutował 28 lipca 2019 w meczu Allsvenskan przeciwko Djurgårdens IF (2:0). 1 sierpnia 2019 zadebiutował w kwalifikacjach do Ligi Europy UEFA w meczu przeciwko AZ Alkmaar (0:3). Pierwszą bramkę zdobył 29 lutego 2020 w meczu Pucharu Szwecji przeciwko Eskilsminne IF (0:4). Pierwszą bramkę w lidze zdobył 22 lipca 2020 w meczu przeciwko AIK Fotboll (4:0).

## Kariera reprezentacyjna

### Tunezja
W maju 2021 roku otrzymał powołanie do reprezentacji Tunezji. Zadebiutował 5 czerwca 2021 w meczu towarzyskim przeciwko reprezentacji Demokratycznej Republiki Konga (1:0).

## Statystyki

### Klubowe
(aktualne na dzień 21 września 2022)
| Klub               | Sezon              | Liga               | Liga  | Liga   | Puchar kraju | Puchar kraju | Europa | Europa | Suma  | Suma   |
| Klub               | Sezon              | Liga               | Mecze | Bramki | Mecze        | Bramki       | Mecze  | Bramki | Mecze | Bramki |
| ------------------ | ------------------ | ------------------ | ----- | ------ | ------------ | ------------ | ------ | ------ | ----- | ------ |
| BK Häcken          | 2019               | Allsvenskan        | 7     | 0      | 1            | 0            | 1      | 0      | 9     | 0      |
| BK Häcken          | 2020               | Allsvenskan        | 17    | 2      | 2            | 1            | –      | –      | 19    | 3      |
| BK Häcken          | 2021               | Allsvenskan        | 7     | 2      | 3            | 0            | 1      | 0      | 11    | 2      |
| BK Häcken          | 2022               | Allsvenskan        | 4     | 1      | 0            | 0            | –      | –      | 4     | 1      |
| BK Häcken          | Ogólnie            | Ogólnie            | 35    | 5      | 6            | 1            | 2      | 0      | 43    | 6      |
| Ogólnie w karierze | Ogólnie w karierze | Ogólnie w karierze | 35    | 5      | 6            | 1            | 2      | 0      | 43    | 6      |

### Reprezentacyjne
(aktualne na dzień 21 września 2022)
| Reprezentacja | Rok     | Mecze | Bramki |
| ------------- | ------- | ----- | ------ |
| Tunezja       |         |       |        |
| 2021          | 2       | 0     |        |
| Ogólnie       | Ogólnie | 2     | 0      |

| Mecze i gole w reprezentacji | Mecze i gole w reprezentacji | Mecze i gole w reprezentacji | Mecze i gole w reprezentacji | Mecze i gole w reprezentacji  | Mecze i gole w reprezentacji | Mecze i gole w reprezentacji | Mecze i gole w reprezentacji |
| Lp.                          | Data                         | Miejsce                      | Gospodarz                    | Gość                          | Wynik                        | Gol                          | Rozgrywki                    |
| ---------------------------- | ---------------------------- | ---------------------------- | ---------------------------- | ----------------------------- | ---------------------------- | ---------------------------- | ---------------------------- |
| 1.                           | 05.06.2021                   | Radis                        | Tunezja                      | Demokratyczna Republika Konga | 1:0                          |                              | Mecz towarzyski              |
| 2.                           | 15.06.2021                   | Radis                        | Tunezja                      | Mali                          | 1:0                          |                              | Mecz towarzyski              |